# Xã Paint, Quận Wayne, Ohio
Xã Paint (tiếng Anh: Paint Township) là một xã thuộc quận Wayne, tiểu bang Ohio, Hoa Kỳ. Năm 2010, dân số của xã này là 3.209 người.